# Edmund F. McCaffrey

Wappen von Edmund Fairbanks McCaffrey als gefreitem Abt

Edmund F. McCaffrey OSB (* 9. Januar 1933 in Savannah; † 13. November 2016) war ein US-amerikanischer Geistlicher. Er war Abt von Belmont-Mary Help of Christians und erster Pfarrer der Pfarrei St. Michael in Charleston.

## Leben
Edmund F. McCaffrey trat der Ordensgemeinschaft der Benediktiner bei und empfing am 23. Mai 1959 die Priesterweihe. Er wurde am 2. März 1970 zum vierten Abt der Exemten Abtei Belmont-Mary Help of Christians gewählt. Papst Paul VI. bestätigte am 31. März desselben Jahres die Wahl. Am 3. Juni 1975 trat er von seinem Amt zurück.
Später verließ er den Benediktinerorden und wurde 1994 in das Bistum Charleston inkardiniert.